# Knut Anderson

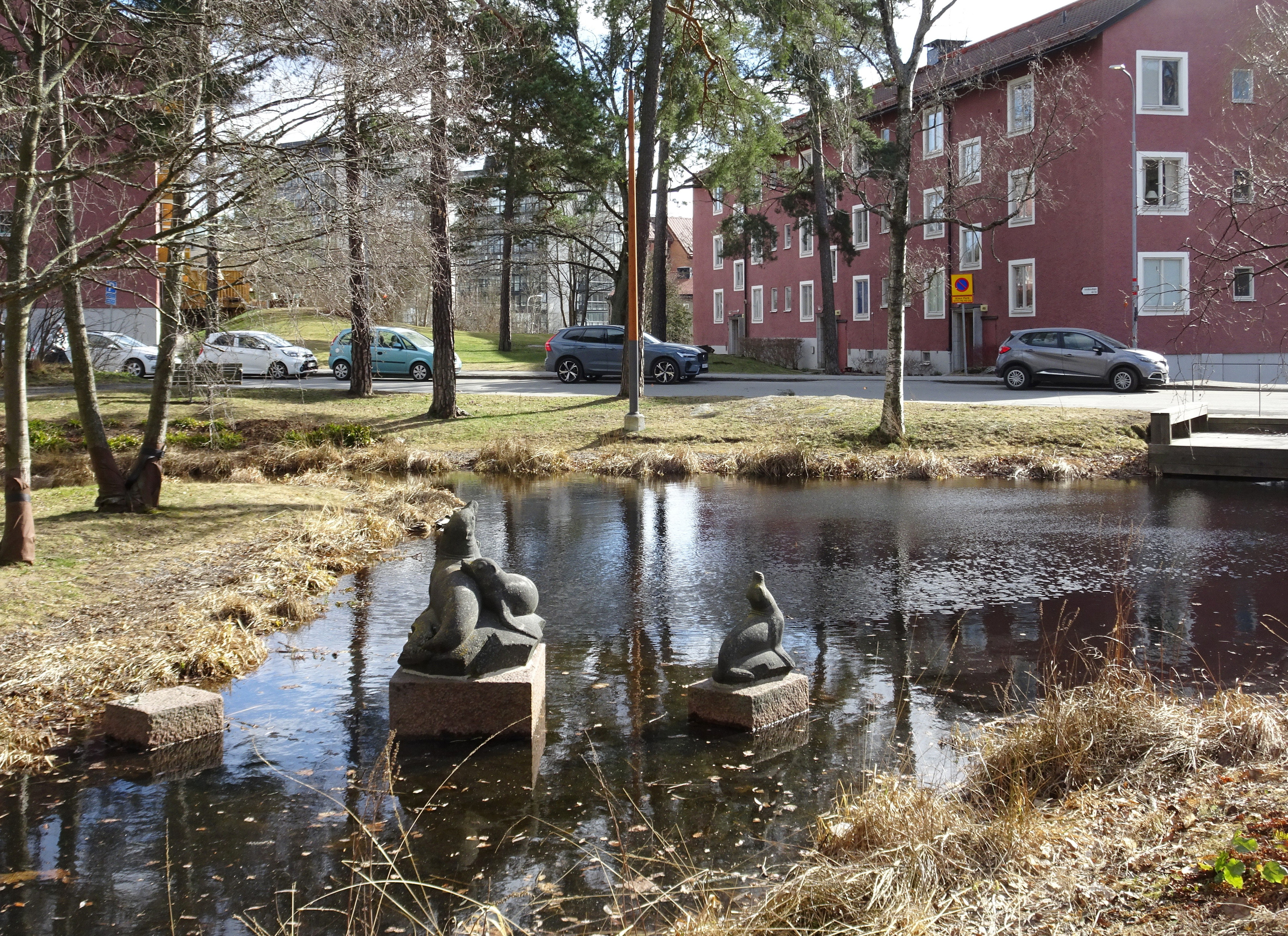
"Sjölejon" i Torsviksparken, Lidingö.

Knut Samuel Anderson, född 4 augusti 1884 i Bankeryds församling, Jönköpings län, död 28 januari 1954 på Lidingö, var en svensk skulptör.

## Biografi
Knut Anderson var son till folkskolläraren Otto Daniel Anderson och Amanda Agrell. Anderson studerade först vid Tekniska skolan i Jönköping innan han flyttade till Stockholm. Där arbetade han med praktiskt arbete och bedrev parallellt konststudier vid Tekniska aftonskolan. Ett resestipendium gav honom möjlighet att resa till München där han kom att vistas i över 20 år. I München studerade han vid Deberitz privatakademie 1912 och senare vid Akademie für angewandte Kunst i München. Efter studierna anställdes han 1915 som medhjälpare till Franz Xaver Kraus, Julius Seidler och Joseph Wackerle. Efter första världskriget etablerade han sig som självständig skulptör i Tyskland och utförde bland annat arbeten vid Cherubinteatern i München och Victoriateatern i Pforzheim.
Bland hans övriga arbeten i Tyskland märks dekorationer för trapphuset i Heidelbergs universitet, fasad och gårdsskulpturer för privata hus i München och Dortmund samt utsmyckning av stora tyska och italienska oceanfartyg. Anderson återflyttade till Sverige 1934 och har i Sverige bland annat utfört dopfuntar för Guldsmedshyttans kyrka och Smålandsstenars kyrka, en kristusbild till Viby kyrka, en bronsskulptur utanför apoteket Hägern i Stockholm, en fontän i Västervik, skulpturen Justitia för Östersunds tingshus och Fågel Fenix vid Norrköpings brandstation. Anderson är representerad vid  Münchens stadsgalleri med gruppskulpturen Musicerande änglar som består av sju delar i valnöt.